# Harvey Fergusson
Harvey Fergusson, född 28 januari 1890, död 24 augusti 1971, var en amerikansk författare.
Efter oavslutade studier inom olika yrken blev Fergusson journalist. Han var reporter, tidningsutgivare och manusförfattare i Hollywood. Fergusson utgav romaner som The Blood of the Conquerors (1921, svensk översättning Segrarnas ättling, 1923), där han hämtade motiv från New Mexicos historia, Women and Wives (1924), Wolf Song (1927), In Those Days (1929) och The Life of Riley (1937). Andra arbeten av Fergusson var Rio Grande (1933), ett historiskt verk, Modern Man: His Belief and Behavior (1936), en filosofisk studie, och People and Power: A Study of Political Behavior in America (1947), en undersökning av folks sätt att reagera politiskt i USA.